# Gramovo barvení

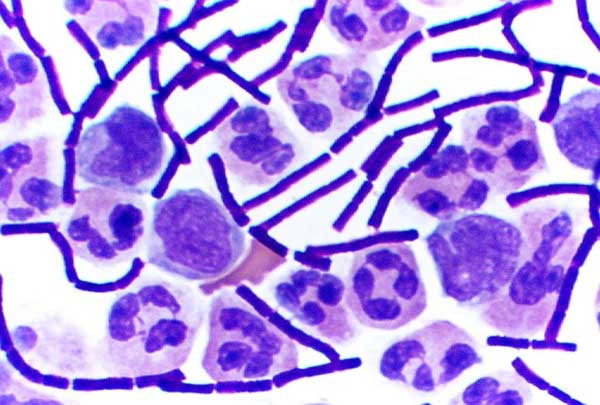
Ukázka obarveného preparátu Bacillus anthracis v mozkomíšním moku

Gramovo barvení je jednoduchá metoda barvení o několika krocích, která ve svém výsledku rozliší bakterie na dvě velké skupiny lišící se v uspořádání buněčné stěny: grampozitivní a gramnegativní bakterie. Tuto techniku vyvinul roku 1884 dánský vědec Hans Christian Gram, aby s její pomocí snadno rozeznal pneumokoky od Klebsiela pneumoniae. Jde o naprosto nejzákladnější metodu barvení v bakteriologii.
Gramovo barvení se ale nepoužívá pro klasifikaci archeí, dříve archaeabacterií, protože tyto mikroorganismy reagují na toto barvení velmi různorodě, navíc bez ohledu na své fylogenetické skupiny.

## Stručný popis základních kroků
1. fixace vzorku
2. primární barvení krystalovou violetí (vše je nyní modrofialové)
3. fixace obarvení Lugolovým jodovým roztokem (vše stále modrofialové)
4. odbarvení acetonem nebo etanolem (grampozitivní modrofialové, gramnegativní odbarvené)
5. barvení safraninovým roztokem (grampozitivní stále modrofialové, gramnegativní nyní růžové)

## Podrobnější postup

### Příprava preparátu
Stěr se nanáší na dobře odmaštěné podložní sklíčko a vysuší se suchým vzduchem. Fixaci lze provést až po úplném vyschnutí vzorku.

### Fixace
Cílem fixace je kromě stabilizace preparátu i usmrcení buněk, neboť barvení mrtvých buněk dává lepší výsledek. Fixaci lze provést mechanickou či chemickou cestou – při mechanické fixaci se stěr fixuje dvojím či trojím protažením nad horní částí svítivého plamene hořáku, celková doba ohřevu nesmí přesáhnout dobu 2 sekund. Fixace se prověří přiložením preparátu k zápěstí – podložní sklíčko musí být horké, nikoliv žhavé (70–80 °C). Při chemické fixaci se preparát ponoří na 10–15 minut do nádoby s fixativem (metylalkoholem, acetonem, nebo Nikiforovým činidlem) a po fixaci se usuší na vzduchu.

### Barvení G+
1. Na fixovaný preparát se přes filtrační papír nalije základní trifenylmetanové barvivo (genciánová, metylová nebo krystalická violeť) a nechá se působit 2–3 minuty
2. Základní barvivo se slije a preparát se ponoří do Lugolova, případně Gramova činidla (vodný roztok jodidu draselného a krystalického jódu 2:1) až do zčernání vzorku – cca 1 až 2 minuty
3. Preparát se promývá roztokem 96% etylalkoholu či metyalkoholu do plného odbarvení G− (několik desítek sekund, promývající kapalina musí být bezbarvá)

### Barvení G−
1. Preparát se vymyje destilovanou vodou po dobu 2 minut
2. Obarvení G− skupiny se provede fuchsinem nebo safraninem po dobu 3–5 minut.
3. Preparát se promyje destilovanou (v nouzi pouze běžnou tekoucí) vodou a vysuší filtračním papírem.